# Liste der Monuments historiques in Bulligny
Die Liste der Monuments historiques in Bulligny führt die Monuments historiques in der französischen Gemeinde Bulligny auf.

## Liste der Immobilien
| Bezeichnung        | Beschreibung | Standort                  | Kennzeichnung | Schutzstatus | Datum | Bild           |
| ------------------ | --- | ------------------------- | ------------- | ------------ | ----- | -------------- |
| Château de Tuméjus | festes Haus, um 1432, um 1605 zum Schloss umgebaut, weitere Umbauten im 18. 19. und 20. Jahrhundert; einschließlich des Parkes mit der Umfassungsmauer | nördlich des Ortes (Lage) | PA54000007    | Inscrit      | 1997  | weitere Bilder |

## Liste der Objekte
| Bezeichnung               | Beschreibung                   | Standort                                         | Kennzeichnung | Schutzstatus | Datum | Bild |
| ------------------------- | ------------------------------ | ------------------------------------------------ | ------------- | ------------ | ----- | ---- |
| Skulptur Madonna mit Kind | Stein, um 1400; 1984 gestohlen | außen an der Kirche Nativité-de-la-Vierge (Lage) | PM54000124    | Classé       | 1978  |      |